# M̃

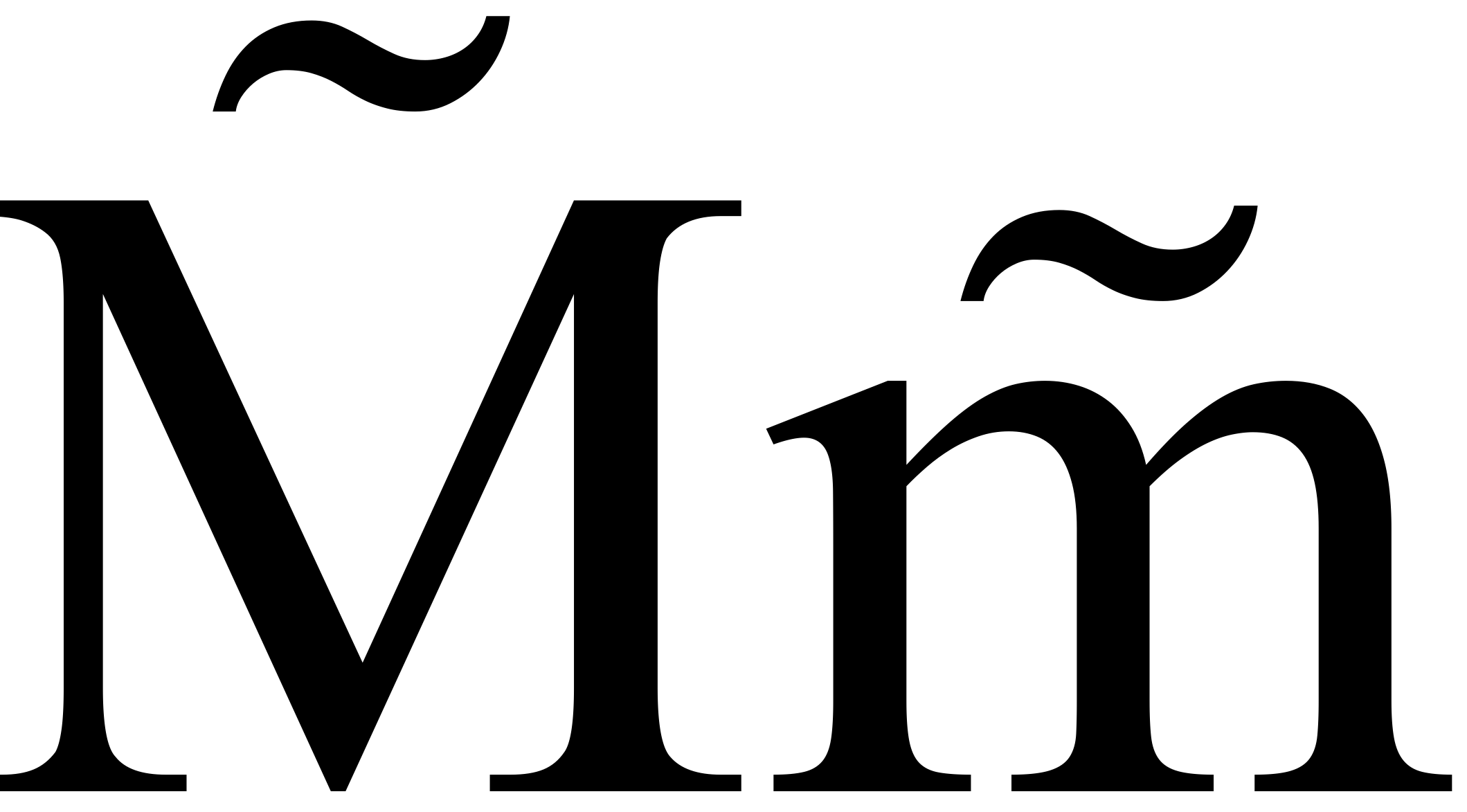
M̃ v tučném fontu

M̃ (malé písmeno m̃) je speciální znak latinky. Nazývá se M s vlnovkou. Používá se především v jazycích používaných na Vanuatu (severní a jižní efatština, namakurština) a v janeštině, kde označuje hlásku ŋ͡m. Dříve se používalo také v litevštině. Používá se také v přepisu lýkijské abecedy, kde značí písmeno 𐊐.

## Symbolické použití
M̃ a m̃ se používají v matematice a fyzice